# Martin Grover

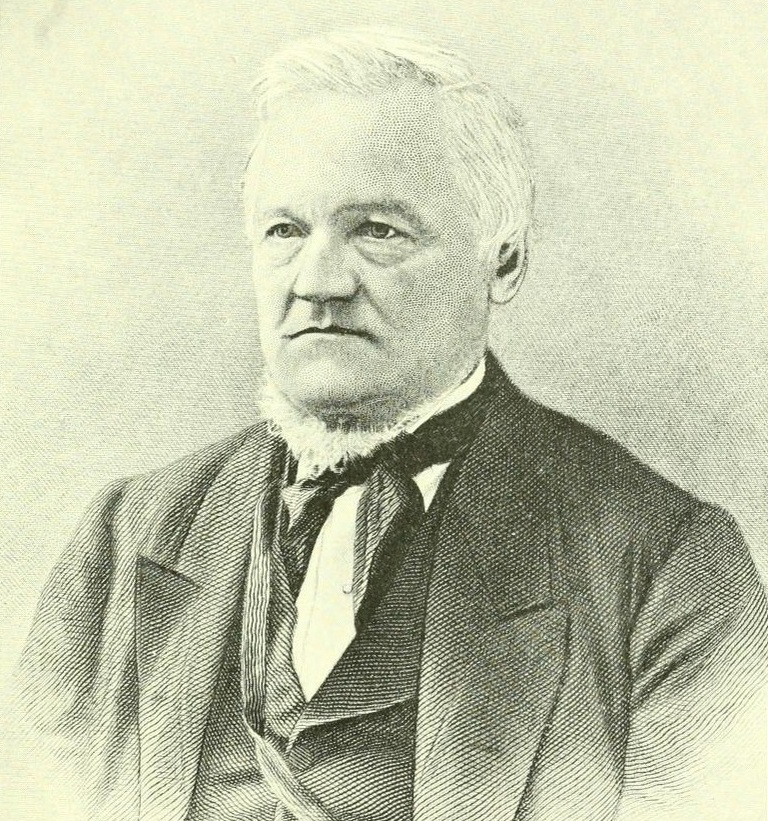
Martin Grover

Martin Grover (* 20. Oktober 1811 in Hartwick, Otsego County, New York; † 23. August 1875 in Angelica,  New York) war ein US-amerikanischer Politiker. Zwischen 1845 und 1847 vertrat er den Bundesstaat New York im US-Repräsentantenhaus.

## Werdegang
Martin Grover besuchte die öffentlichen Schulen seiner Heimat. Nach einem anschließenden Jurastudium und seiner Zulassung als Rechtsanwalt begann er in Angelica im Allegany County in diesem Beruf zu arbeiten. Gleichzeitig schlug er als Mitglied der Demokratischen Partei eine politische Laufbahn ein.
Bei den Kongresswahlen des Jahres 1844 wurde Grover im 30. Wahlbezirk von New York in das US-Repräsentantenhaus in Washington, D.C. gewählt, wo er am 4. März 1845 die Nachfolge von William Spring Hubbell antrat. Bis zum 3. März 1847 konnte er eine Legislaturperiode im Kongress absolvieren. Diese waren von den Ereignissen des Mexikanisch-Amerikanischen Krieges geprägt.
1853 kandidierte Grover erfolglos für das Amt des Attorney General von New York. Von 1859 bis zu seinem Tod am 23. August 1875 bekleidete er mehrere Richterstellen in seinem Heimatstaat.